# Metepec (region)
Metepec (spanska: Región VIII Metepec) är en region i delstaten Mexiko bildad 2015. Den gränsar till regionerna Toluca i väst, Lerma i nordost och Tejupilco i syd.
Kommunen Metepec tillhörde tidigare regionen Toluca, innan regionen Metepec bildades.

## Kommuner i regionen
Regionen består av fyra kommuner (2020).
- Chapultepec
- Metepec
- Mexicaltzingo
- San Mateo Atenco